# Санино (деревня, Москва)
Санино — деревня в Новомосковском административном округе Москвы (до 1 июля 2012 года была в составе Наро-Фоминского района Московской области). Входит в состав района Внуково.

## Население
| 1852 | 1859 | 1890 | 1899 | 1926 | 2002 | 2006 | 2010 |
| ---- | ---- | ---- | ---- | ---- | ---- | ---- | ---- |
| 106  | ↗119 | ↗158 | ↘137 | ↗160 | ↘11  | ↗17  | ↗74  |

## География
Деревня Санино находится на левом берегу реки Незнайки примерно в 13 км к западу от центра города Московский. На северо-востоке граничит с посёлком городского типа Кокошкино. Рядом с деревней проходит линия Киевского направления Московской железной дороги, на котором в марте 2020 года на другом берегу реки Незнайки была открыта платформа Санино.

## История
В середине XIX века деревня относилась к 1-му стану Звенигородского уезда Московской губернии и принадлежала господам Кокошкиным, в деревне было 18 дворов, крестьян 52 души мужского пола и 54 души женского.
В «Списке населённых мест» 1862 года — владельческая деревня 1-го стана Звенигородского уезда по правую сторону Ново-Калужского тракта из Москвы на село Нара Верейского уезда, в 26 верстах от уездного города и 15 верстах от становой квартиры, при речке Незнани, с 23 дворами и 119 жителями (56 мужчин, 63 женщины).
По данным на 1899 год — деревня Перхушковской волости Звенигородского уезда с 137 жителями.
В 1913 году — 34 двора.
По материалам Всесоюзной переписи населения 1926 года — деревня Свинорьевского сельсовета Перхушковской волости Звенигородского уезда в 12,3 км от Петровского шоссе и 3,2 км от станции Апрелевка Киево-Воронежской железной дороги, проживало 160 жителей (78 мужчин, 82 женщины), насчитывалось 35 хозяйств, из которых 32 крестьянских.
В 1929-1930 годах — населённый пункт в составе Звенигородского района Московского округа Московской области.
В 1930-1963, 1965-2012 годах — в составе Наро-Фоминского района Московской области.
В 1963-1965 годах — в составе Звенигородского укрупнённого сельского района Московской области.
3 января 1976 года севернее деревни произошла авиакатастрофа — разбился самолёт Ту-124, погибло 62 человека.